# Lucie Hradecká
Lucie Hradecká (Praga, 21 maggio 1985) è un'ex tennista ceca.
In carriera ha vinto 20 titoli in singolare a livello ITF ma nessuno nel WTA Tour, ai quali si aggiungono 25 titoli WTA nel doppio e 34 ITF.

## Biografia

### Carriera agonistica
Vinse il suo primo titolo WTA nel doppio nel 2006 a Portorose con la partner connazionale Renata Voráčová. Nella finale le due ceche sconfissero la coppia formata dalla ceca Eva Birnerová e dalla francese Émilie Loit per forfait, dopo aver eliminato in semifinale la coppia Maria Elena Camerin-Emmanuelle Gagliardi, numero 1 del seeding.
Raggiunse il terzo turno nel doppio con la connazionale Hana Šromová nel Torneo di Wimbledon 2006, eliminando la coppia Kuznetsova-Mauresmo, per cadere poi contro Meghann Shaughnessy e Anna-Lena Grönefeld.
Conquistò le semifinali degli Indian Wells Masters 2007 ancora con la Voráčová, sconfiggendo le coppie Janette Husárová-Meghann Shaughnessy e Virginia Ruano Pascual-Paola Suárez, per venire eliminate nella semifinale da Lisa Raymond e Samantha Stosur.
Quello stesso anno Hradecká e Voráčová vinsero a Bad Gastein contro Ágnes Szávay e Vladimíra Uhlířová, per poi ripetersi sempre con la Voráčová a Portorose contro Elena Lichovceva e Andreja Klepač.
Hradecká si qualificò per la sua prima finale singolare a Bad Gastein nel luglio 2008, dove fu però sconfitta dalla francese Pauline Parmentier con un doppio 4-6. Nel 2009 ottenne altre 2 finali: una a Strasburgo, sconfitta dalla francese Aravane Rezaï in due set mentre l'altra la perse a Istanbul, contro Vera Duševina, per 0-6 1-6.
Nel giugno 2011, al Roland Garros, conquista il primo titolo slam della carriera in doppio, in coppia con la connazionale Andrea Hlaváčková, battendo in finale Sania Mirza ed Elena Vesnina, per 6-4 6-3. In singolare, invece, conquista una finale a Barcellona, perdendo contro l'italiana Roberta Vinci, con lo score di 6-4 2-6 2-6.
Nel 2012 conquista 4 titoli in doppio, tutti con la Hlaváčková e anche un argento olimpico a Londra. In singolare centra la quinta finale WTA in carriera, anche questa persa da Kirsten Flipkens (1-6 5-7).
Nel maggio 2013 raggiunge la 6º finale in carriera, ancora a Strasburgo. Anche in questa occasione la Hradecká perde, in favore della Cornet, che la spunta 6(4)–7 0-6. In doppio vince lo US Open con la Hlaváčková, a discapito della coppia australiana Barty/Dellacqua.
Nel 2014 decide di concludere la partnership con l'amica e connazionale Andrea Hlaváčková e in doppio ottiene una sola vittoria in coppia con Mirjana Lučić-Baroni, al Quebec City, battendo Julia Görges e proprio la sua ex partner.
Nel 2015 la Hradecká ritorna con la Hlaváčková e insieme perdono in finale il torneo di Acapulco. Inoltre Lucie raggiunge, a distanza di quasi 2 anni, una finale in singolare nel torneo di Praga, sconfitta comunque da Karolína Plíšková in 3 set lottati.

## Statistiche WTA

### Singolare

#### Sconfitte (7)
| Legenda              | Legenda               |
| -------------------- | --------------------- |
| Grande Slam (0)      |                       |
| Argenti Olimpici (0) |                       |
| WTA Finals (0)       |                       |
| WTA Elite Trophy (0) |                       |
| Prima del 2009       | Dal 2009 al 2020      |
| Tier I (0)           | Premier Mandatory (0) |
| Tier II (0)          | Premier 5 (0)         |
| Tier III (1)         | Premier (0)           |
| Tier IV (0)          | International (6)     |
| Tier V (0)           | International (6)     |

| N. | Data              | Torneo                                       | Superficie    | Avversaria in finale | Punteggio     |
| 1. | 20 luglio 2008    | Gastein Ladies, Bad Gastein                  | Terra rossa   | Pauline Parmentier   | 4-6, 4-6      |
| 2. | 18 maggio 2009    | Internationaux de Strasbourg, Strasburgo     | Terra rossa   | Aravane Rezaï        | 6(2)-7, 1-6   |
| 3. | 2 agosto 2009     | Istanbul Cup, Istanbul                       | Cemento       | Vera Duševina        | 0-6, 1-6      |
| 4. | 30 aprile 2011    | Barcelona Ladies Open, Barcellona            | Terra rossa   | Roberta Vinci        | 6-4, 2-6, 2-6 |
| 5. | 16 settembre 2012 | Bell Challenge, Québec                       | Sintetico (i) | Kirsten Flipkens     | 1-6, 5-7      |
| 6. | 25 maggio 2013    | Internationaux de Strasbourg, Strasburgo (2) | Terra rossa   | Alizé Cornet         | 6(4)-7, 0-6   |
| 7. | 2 maggio 2015     | Sparta Prague WTA, Praga                     | Terra rossa   | Karolína Plíšková    | 6-4, 5-7, 3-6 |

### Doppio

#### Vittorie (26)
| Legenda              | Legenda               | Legenda      |
| -------------------- | --------------------- | ------------ |
| Grande Slam (2)      |                       |              |
| Ori Olimpici (0)     |                       |              |
| WTA Finals (0)       |                       |              |
| WTA Elite Trophy (0) |                       |              |
| Prima del 2009       | Dal 2009 al 2020      | Dal 2021     |
| Tier I (0)           | Premier Mandatory (0) | WTA 1000 (0) |
| Tier II (0)          | Premier 5 (3)         | WTA 1000 (0) |
| Tier III (2)         | Premier (2)           | WTA 500 (0)  |
| Tier IV (3)          | International (12)    | WTA 250 (2)  |
| Tier V (0)           | International (12)    | WTA 250 (2)  |

| N.  | Data              | Torneo                                   | Superficie    | Compagna                | Avversarie in finale                 | Punteggio           |
| 1.  | 24 settembre 2006 | Banka Koper Slovenia Open, Portorose     | Cemento       | Renata Voráčová         | Eva Birnerová Émilie Loit            | w/o                 |
| 2.  | 29 luglio 2007    | Gastein Ladies, Bad Gastein              | Terra rossa   | Renata Voráčová         | Ágnes Szávay Vladimíra Uhlířová      | 6-3, 7-5            |
| 3.  | 23 settembre 2007 | Banka Koper Slovenia Open, Portorose (2) | Cemento       | Renata Voráčová         | Andreja Klepač Elena Lichovceva      | 5-7, 6-4, [10-7]    |
| 4.  | 3 maggio 2008     | I. ČLTK Prague Open, Praga               | Terra rossa   | Andrea Hlaváčková       | Jill Craybas Michaëlla Krajicek      | 1-6, 6-3, [10-6]    |
| 5.  | 20 luglio 2008    | Gastein Ladies, Bad Gastein (2)          | Terra rossa   | Andrea Hlaváčková       | Sesil Karatančeva Natasa Zoric       | 6-3, 6-3            |
| 6.  | 26 luglio 2009    | Gastein Ladies, Bad Gastein (3)          | Terra rossa   | Andrea Hlaváčková       | Tatjana Maria Andrea Petković        | 6-2, 6-4            |
| 7.  | 1º agosto 2009    | Istanbul Cup, Istanbul                   | Cemento       | Renata Voráčová         | Julia Görges Patty Schnyder          | 2-6, 6-3, [12-10]   |
| 8.  | 9 gennaio 2010    | Brisbane International, Brisbane         | Cemento       | Andrea Hlaváčková       | Melinda Czink Arantxa Parra Santonja | 2-6, 7-6(3), [10-4] |
| 9.  | 25 luglio 2010    | Gastein Ladies, Bad Gastein (4)          | Terra rossa   | Anabel Medina Garrigues | Timea Bacsinszky Tathiana Garbin     | 6(2)-7, 6-1, [10-5] |
| 10. | 3 giugno 2011     | Open di Francia, Parigi                  | Terra rossa   | Andrea Hlaváčková       | Sania Mirza Elena Vesnina            | 6-4, 6-3            |
| 11. | 17 luglio 2011    | Gastein Ladies, Bad Gastein (5)          | Terra rossa   | Eva Birnerová           | Jarmila Gajdošová Julia Görges       | 4-6, 6-2, [12-10]   |
| 12. | 7 gennaio 2012    | ASB Classic, Auckland                    | Cemento       | Andrea Hlaváčková       | Julia Görges Flavia Pennetta         | 6(2)-7, 6-2, [10-7] |
| 13. | 25 febbraio 2012  | Cellular South Cup, Memphis              | Cemento (i)   | Andrea Hlaváčková       | Vera Duševina Vol'ha Havarcova       | 6-3, 6-4            |
| 14. | 19 agosto 2012    | Cincinnati Open, Cincinnati              | Cemento       | Andrea Hlaváčková       | Katarina Srebotnik Zheng Jie         | 6-1, 6-3            |
| 15. | 21 ottobre 2012   | BGL Luxembourg Open, Lussemburgo         | Cemento (i)   | Andrea Hlaváčková       | Irina-Camelia Begu Monica Niculescu  | 6-3, 6-4            |
| 16. | 14 luglio 2013    | Hungarian Grand Prix, Budapest           | Terra rossa   | Andrea Hlaváčková       | Nina Bratčikova Anna Tatišvili       | 6-4, 6-1            |
| 17. | 7 settembre 2013  | US Open, New York                        | Cemento       | Andrea Hlaváčková       | Ashleigh Barty Casey Dellacqua       | 6(4)-7, 6-1, 6-4    |
| 18. | 14 settembre 2014 | Bell Challenge, Québec                   | Sintetico (i) | Mirjana Lučić-Baroni    | Julia Görges Andrea Hlaváčková       | 6-3, 7-6(8)         |
| 19. | 29 agosto 2015    | Connecticut Open, New Haven              | Cemento       | Julia Görges            | Chuang Chia-jung Liang Chen          | 6-3, 6-1            |
| 20. | 18 settembre 2016 | Coupe Banque Nationale, Québec (2)       | Sintetico (i) | Andrea Hlaváčková       | Alla Kudrjavceva Aleksandra Panova   | 7-6(2), 7-6(2)      |
| 21. | 21 ottobre 2016   | Kremlin Cup, Mosca                       | Cemento (i)   | Andrea Hlaváčková       | Dar'ja Gavrilova Dar'ja Kasatkina    | 4-6, 6-0, [10-7]    |
| 22. | 18 agosto 2018    | Western & Southern Open, Cincinnati (2)  | Cemento       | Ekaterina Makarova      | Elise Mertens Demi Schuurs           | 6-2, 7-5            |
| 23. | 17 agosto 2019    | Western & Southern Open, Cincinnati (3)  | Cemento       | Andreja Klepač          | Anna-Lena Grönefeld Demi Schuurs     | 6-4, 6-1            |
| 24. | 16 agosto 2020    | Sparta Prague WTA, Praga                 | Terra rossa   | Kristýna Plíšková       | Monica Niculescu Ioana Raluca Olaru  | 6-2, 6-2            |
| 25. | 20 giugno 2021    | Nature Valley Classic, Birmingham        | Erba          | Marie Bouzková          | Ons Jabeur Ellen Perez               | 6-4, 2-6, [10-8]    |
| 26. | 18 luglio 2021    | Livesport Prague Open, Praga (2)         | Cemento       | Marie Bouzková          | Viktória Kužmová Nina Stojanović     | 7-6(3), 6-4         |

#### Sconfitte (28)
| Legenda              | Legenda               | Legenda      |
| -------------------- | --------------------- | ------------ |
| Grande Slam (4)      |                       |              |
| Argenti Olimpici (1) |                       |              |
| WTA Finals (1)       |                       |              |
| WTA Elite Trophy (0) |                       |              |
| Prima del 2009       | Dal 2009 al 2020      | Dal 2021     |
| Tier I (0)           | Premier Mandatory (1) | WTA 1000 (0) |
| Tier II (0)          | Premier 5 (1)         | WTA 1000 (0) |
| Tier III (1)         | Premier (4)           | WTA 500 (2)  |
| Tier IV (0)          | International (12)    | WTA 250 (1)  |
| Tier V (0)           | International (12)    | WTA 250 (1)  |

| No. | Data              | Torneo                                        | Superficie    | Compagna           | Avversarie in finale                               | Punteggio            |
| 1.  | 18 luglio 2006    | Budapest Grand Prix, Budapest                 | Terra rossa   | Renata Voráčová    | Janette Husárová Michaëlla Krajicek                | 6-4, 4-6, 4-6        |
| 2.  | 29 agosto 2009    | Pilot Pen Tennis, New Haven                   | Cemento       | Iveta Benešová     | Nuria Llagostera Vives María José Martínez Sánchez | 2-6, 5-7             |
| 3.  | 1º maggio 2010    | Grand Prix SAR La Princesse Lalla Meryem, Fès | Terra rossa   | Renata Voráčová    | Iveta Benešová Anabel Medina Garrigues             | 3-6, 1-6             |
| 4.  | 19 febbraio 2011  | Cellular South Cup, Memphis                   | Cemento (i)   | Andrea Hlaváčková  | Vol'ha Havarcova Alla Kudrjavceva                  | 3-6, 6-4, [8-10]     |
| 5.  | 23 ottobre 2011   | BGL Luxembourg Open, Lussemburgo              | Cemento (i)   | Ekaterina Makarova | Iveta Benešová Barbora Záhlavová-Strýcová          | 5-7, 3-6             |
| 6.  | 8 luglio 2012     | Torneo di Wimbledon, Londra                   | Erba          | Andrea Hlaváčková  | Serena Williams Venus Williams                     | 5-7, 4-6             |
| 7.  | 5 agosto 2012     | Tennis ai Giochi della XXX Olimpiade, Londra  | Erba          | Andrea Hlaváčková  | Serena Williams Venus Williams                     | 4-6, 4-6             |
| 8.  | 25 agosto 2012    | Pilot Pen Tennis, New Haven (2)               | Cemento       | Andrea Hlaváčková  | Liezel Huber Lisa Raymond                          | 6-4, 0-6, [4-10]     |
| 9.  | 9 settembre 2012  | US Open, New York                             | Cemento       | Andrea Hlaváčková  | Sara Errani Roberta Vinci                          | 4-6, 2-6             |
| 10. | 28 ottobre 2012   | WTA Tour Championships, Istanbul              | Cemento (i)   | Andrea Hlaváčková  | Nadia Petrova Marija Kirilenko                     | 1-6, 4-6             |
| 11. | 15 settembre 2013 | Bell Challenge, Québec                        | Sintetico (i) | Andrea Hlaváčková  | Alla Kudrjavceva Anastasija Rodionova              | 4-6, 3-6             |
| 12. | 4 gennaio 2014    | ASB Classic, Auckland                         | Cemento       | Michaëlla Krajicek | Sharon Fichman Maria Sanchez                       | 6-2, 0-6, [4-10]     |
| 13. | 18 ottobre 2014   | BGL Luxembourg Open, Lussemburgo (2)          | Cemento (i)   | Barbora Krejčíková | Timea Bacsinszky Kristina Barrois                  | 6-3, 4-6, [4-10]     |
| 14. | 1º marzo 2015     | Abierto Mexicano Telcel, Acapulco             | Cemento       | Andrea Hlaváčková  | Lara Arruabarrena Vecino María Teresa Torró Flor   | 6(2)-7, 7-5, [11-13] |
| 15. | 21 giugno 2015    | AEGON Classic, Birmingham                     | Erba          | Andrea Hlaváčková  | Carla Suárez Navarro Garbiñe Muguruza              | 4-6, 4-6             |
| 16. | 26 luglio 2015    | Gastein Ladies, Bad Gastein                   | Terra rossa   | Lara Arruabarrena  | Danka Kovinić Stephanie Vogt                       | 6-4, 4-6, [3-10]     |
| 17. | 18 ottobre 2015   | Generali Ladies Linz, Linz                    | Cemento (i)   | Andrea Hlaváčková  | Raquel Kops-Jones Abigail Spears                   | 3-6, 5-7             |
| 18. | 19 gennaio 2016   | Australian Open, Melbourne                    | Cemento       | Andrea Hlaváčková  | Martina Hingis Sania Mirza                         | 6(1)-7, 3-6          |
|     | 13 agosto 2016    | 4º posto ai Giochi Olimpici, Rio de Janeiro   | Cemento       | Andrea Hlaváčková  | Lucie Šafářová Barbora Strýcová                    | 5-7, 1-6             |
| 19. | 5 febbraio 2017   | Taiwan Open, Taipei                           | Cemento (i)   | Kateřina Siniaková | Chan Hao-ching Chan Yung-jan                       | 4-6, 2-6             |
| 20. | 18 marzo 2017     | BNP Paribas Open, Indian Wells                | Cemento       | Kateřina Siniaková | Chan Yung-jan Martina Hingis                       | 6(4)-7, 2-6          |
| 21. | 9 aprile 2017     | Volvo Car Open, Charleston                    | Terra verde   | Kateřina Siniaková | Bethanie Mattek-Sands Lucie Šafářová               | 1-6, 6-4, [7-10]     |
| 22. | 5 maggio 2017     | J&T Banka Prague Open, Praga                  | Terra rossa   | Kateřina Siniaková | Anna-Lena Grönefeld Květa Peschke                  | 4-6, 6(3)-7          |
| 23. | 10 settembre 2017 | US Open, New York (2)                         | Cemento       | Kateřina Siniaková | Chan Yung-jan Martina Hingis                       | 3-6, 2-6             |
| 24. | 23 febbraio 2019  | Dubai Tennis Championships, Dubai             | Cemento       | Ekaterina Makarova | Su-wei Hsieh Barbora Strýcová                      | 4-6, 4-6             |
| 25. | 15 novembre 2020  | Upper Austria Ladies Linz, Linz (2)           | Cemento (i)   | Kateřina Siniaková | Arantxa Rus Tamara Zidanšek                        | 3-6, 4-6             |
| 26. | 11 aprile 2021    | Volvo Car Open, Charleston (2)                | Terra verde   | Marie Bouzková     | Nicole Melichar Demi Schuurs                       | 2-6, 4-6             |
| 27. | 10 aprile 2022    | Credit One Charleston Open, Charleston (3)    | Terra verde   | Sania Mirza        | Andreja Klepač Magda Linette                       | 2-6, 6-4, [7-10]     |
| 28. | 21 maggio 2022    | Internationaux de Strasbourg, Strasburgo      | Terra rossa   | Sania Mirza        | Nicole Melichar-Martinez Daria Saville             | 7-5, 5-7, [6-10]     |

### Doppio misto

#### Vittorie (1)
| Tornei del Grande Slam  |
| ----------------------- |
| Australian Open (0)     |
| Open di Francia (1)     |
| Torneo di Wimbledon (0) |
| US Open (0)             |

| N. | Anno           | Torneo                                    | Superficie  | Compagno         | Avversari in finale               | Punteggio        |
| 1. | 6 giugno 2013  | Open di Francia, Parigi                   | Terra rossa | František Čermák | Kristina Mladenovic Daniel Nestor | 1–6, 6–4, [10–6] |
|    | 14 agosto 2016 | Bronzo ai Giochi Olimpici, Rio de Janeiro | Cemento     | Radek Štěpánek   | Sania Mirza Rohan Bopanna         | 6-1, 7-5         |

#### Sconfitte (2)
| Tornei del Grande Slam  |
| ----------------------- |
| Australian Open (1)     |
| Open di Francia (1)     |
| Torneo di Wimbledon (0) |
| US Open (0)             |

| N. | Anno            | Torneo                     | Superficie  | Compagno         | Avversari in finale              | Punteggio   |
| 1. | 27 gennaio 2013 | Australian Open, Melbourne | Cemento     | František Čermák | Jarmila Gajdošová Matthew Ebden  | 3–6, 5–7    |
| 2. | 4 giugno 2015   | Open di Francia, Parigi    | Terra rossa | Marcin Matkowski | Bethanie Mattek-Sands Mike Bryan | 6(3)–7, 1–6 |

## Statistiche ITF

### Singolare

#### Vittorie (20)
| Torneo $100.000 (1) |
| Torneo $80.000 (0)  |
| Torneo $75.000 (1)  |
| Torneo $60.000 (0)  |
| Torneo $50.000 (3)  |
| Torneo $25.000 (7)  |
| Torneo $15.000 (0)  |
| Torneo $10.000 (8)  |

| N.  | Data              | Torneo                                                       | Superficie    | Avversaria in finale        | Punteggio        |
| 1.  | 24 agosto 2003    | Twents Open, Enschede                                        | Terra rossa   | Lotty Seelen                | 7–5, 6–4         |
| 2.  | 5 ottobre 2003    | ITF Women's Circuit Trencianske Teplice, Trenčianske Teplice | Terra rossa   | Irina Delitz                | 6–3, 6–2         |
| 3.  | 11 aprile 2004    | Makarska Ladies Open, Macarsca                               | Terra rossa   | Lenka Tvarošková            | 7–5, 6–0         |
| 4.  | 18 aprile 2004    | Bluesun Bol Ladies Open, Bol                                 | Terra rossa   | Romina Oprandi              | 6–4, 6–3         |
| 5.  | 30 maggio 2004    | Biograd Open, Zaravecchia                                    | Terra rossa   | Lisa Tognetti               | 6–3, 6–2         |
| 6.  | 13 giugno 2004    | Macha Lake Satellite, Staré Splavy                           | Terra rossa   | Sabrina Jolk                | 6–1, 7–6(3)      |
| 7.  | 12 settembre 2004 | Durmersheim Open, Durmersheim                                | Terra rossa   | Petra Russegger             | 6–0, 5–7, 7–6(1) |
| 8.  | 13 marzo 2005     | Rogaška Open, Rogaška Slatina                                | Sintetico (i) | Kristina Andlovic           | 6–4, 6–2         |
| 9.  | 19 novembre 2005  | Czech Indoor Open, Průhonice                                 | Cemento (i)   | Agnieszka Radwańska         | 4–6, 6–1, 7–6(8) |
| 10. | 11 febbraio 2006  | Internazionali della Franciacorta, Capriolo                  | Sintetico (i) | Darija Jurak                | 6–1, 6–4         |
| 11. | 27 maggio 2007    | Go'n'GO Tennis Cup, Gorizia                                  | Terra rossa   | Eloisa Compostizo de Andrés | 6–2, 6–3         |
| 12. | 28 luglio 2008    | Knoll Open, Bad Saulgau                                      | Terra rossa   | Carmen Klaschka             | 6–1, 4–6, 6–4    |
| 13. | 8 febbraio 2009   | Open GDF Suez de Belfort, Belfort                            | Sintetico (i) | Vesna Manasieva             | 6–3, 6–2         |
| 14. | 15 febbraio 2009  | Dow Corning Tennis Classic, Midland                          | Cemento (i)   | Eléni Daniilídou            | 6–3, 6–3         |
| 15. | 16 maggio 2010    | Sparta Prague WTA, Praga                                     | Terra rossa   | Ajla Tomljanović            | 6-1, 7-6(4)      |
| 16. | 7 novembre 2010   | Open GDF SUEZ Nantes Atlantique, Nantes                      | Cemento (i)   | Valerija Savinych           | 6–3, 6–1         |
| 17. | 13 febbraio 2011  | Dow Corning Tennis Classic, Midland                          | Cemento (i)   | Irina Falconi               | 6–4, 6–4         |
| 18. | 8 maggio 2011     | I. ČLTK Prague Open, Praga                                   | Terra rossa   | Paula Ormaechea             | 4–6, 6–3, 6–2    |
| 19. | 27 aprile 2014    | ITF Women's Circuit Chiasso, Chiasso                         | Terra rossa   | Tereza Mrdeža               | 6-3, 7-6(4)      |
| 20. | 10 febbraio 2019  | Empire Women's Indoor, Trnava                                | Cemento (i)   | Kristína Kučová             | 6–4, 3–6, 7–6(0) |

#### Sconfitte (7)
| Torneo $100.000 (1) |
| Torneo $80.000 (0)  |
| Torneo $75.000 (0)  |
| Torneo $60.000 (0)  |
| Torneo $50.000 (1)  |
| Torneo $25.000 (2)  |
| Torneo $15.000 (0)  |
| Torneo $10.000 (3)  |

| N. | Data              | Torneo                              | Superficie    | Avversaria in finale | Punteggio     |
| 1. | 4 maggio 2003     | Pula Open, Pola                     | Terra rossa   | Virág Németh         | 6–4, 0–6, 1–6 |
| 2. | 7 settembre 2003  | Save Cup, Mestre                    | Terra rossa   | Lenka Šnajdrová      | 3–6, 6–1, 2–6 |
| 3. | 21 febbraio 2005  | Biberach Open, Biberach an der Riß  | Cemento (i)   | Kristina Barrois     | 5–7, 4–6      |
| 4. | 10 dicembre 2005  | Zubr Cup, Přerov                    | Sintetico (i) | Joanna Sakowicz      | 4–6, 4–6      |
| 5. | 11 maggio 2008    | Città di Firenze, Firenze           | Terra rossa   | Jelena Dokić         | 1–6, 3–6      |
| 6. | 9 febbraio 2010   | Dow Corning Tennis Classic, Midland | Cemento (i)   | Elena Baltacha       | 7–5, 2–6, 3–6 |
| 7. | 19 settembre 2010 | Save Cup, Mestre                    | Terra rossa   | Zuzana Ondrášková    | 3–6, 3–6      |

### Doppio

#### Vittorie (35)
| Torneo $100.000 (10) |
| Torneo $80.000 (0)   |
| Torneo $75.000 (4)   |
| Torneo $60.000 (0)   |
| Torneo $50.000 (8)   |
| Torneo $25.000 (9)   |
| Torneo $15.000 (0)   |
| Torneo $10.000 (4)   |

| N.  | Data              | Torneo                                                         | Superficie    | Compagna            | Avversarie in finale                      | Punteggio            |
| 1.  | 6 marzo 2004      | Internationale Badische Damen Hallenmeisterschaften, Buchen    | Cemento (i)   | Eva Hrdinová        | Elke Clijsters Caroline Maes              | 6–1, 6–4             |
| 2.  | 27 novembre 2004  | Hart Open, Opole                                               | Sintetico (i) | Eva Hrdinová        | Kacjaryna Dzehalevič Nadežda Ostrovskaja  | 7–5, 6–3             |
| 3.  | 21 febbraio 2005  | Biberach Open, Biberach an der Riß                             | Cemento (i)   | Sandra Záhlavová    | Kristina Barrois Stefanie Weis            | 5–7, 6–2, 7–5        |
| 4.  | 13 marzo 2005     | Rogaška Open, Rogaška Slatina                                  | Sintetico (i) | Zuzana Zálabská     | Kristina Michalakova Andrea Hlaváčková    | 7–5, 6–0             |
| 5.  | 17 aprile 2005    | Torneo Tirreno Power, Civitavecchia                            | Terra rossa   | Sandra Záhlavová    | Gabriela Niculescu Monica Niculescu       | 6–4, 6–3             |
| 6.  | 6 giugno 2005     | Zagreb Ladies Open, Zagabria                                   | Terra rossa   | Vladimíra Uhlířová  | Daniela Klemenschits Sandra Klemenschits  | 6–2, 6–2             |
| 7.  | 11 settembre 2005 | Open GDF SUEZ de la Porte du Hainaut, Denain                   | Terra rossa   | Vladimíra Uhlířová  | Zsófia Gubacsi Marija Korytceva           | 6–0, 7–5             |
| 8.  | 26 settembre 2005 | ITF Women's Circuit Biella, Biella                             | Terra rossa   | Renata Voráčová     | Maret Ani Mervana Jugić-Salkić            | 6–4, 7–6(4)          |
| 9.  | 22 ottobre 2005   | Open International de la Ville de Saint Raphael, Saint-Raphaël | Cemento (i)   | Sandra Záhlavová    | María Emilia Salerni Meilen Tu            | 4–6, 6–4, 7–5        |
| 10. | 19 novembre 2005  | Czech Indoor Open, Průhonice                                   | Cemento (i)   | Libuše Průšová      | Olga Blahotová Eva Hrdinová               | 6–3, 3–6, 6–3        |
| 11. | 10 dicembre 2005  | Zubr Cup, Přerov                                               | Sintetico (i) | Gabriela Chmelinová | Gréta Arn Margit Rüütel                   | 3–6, 6–4, 6–4        |
| 12. | 30 gennaio 2006   | Internazionali Tennis Val Gardena Südtirol, Ortisei            | Sintetico     | Vladimíra Uhlířová  | Taccjana Pučak Nastas'sja Jakimava        | 6–4, 6–2             |
| 13. | 22 febbraio 2006  | Biberach Open, Biberach an der Riß                             | Cemento (i)   | Olga Vymetálková    | Darija Jurak Renata Voráčová              | 2-6, 6-4, 7-6(4)     |
| 14. | 16 aprile 2006    | Torneo Tirreno Power, Civitavecchia                            | Terra rossa   | Martina Müller      | Tetjana Perebyjnis Barbora Strýcová       | 6(9)–7, 6–3, 7–5     |
| 15. | 5 giugno 2007     | Zubr Cup, Přerov                                               | Terra rossa   | Renata Voráčová     | Rossana de los Ríos Edina Gallovits-Hall  | 5–7, 6–3, 6–2        |
| 16. | 12 giugno 2007    | Smart Card Open Monet+, Zlín                                   | Terra rossa   | Renata Voráčová     | Michaela Paštiková Hana Šromová           | 6–2, 2–6, 6–4        |
| 17. | 18 agosto 2007    | Bronx Open, The Bronx                                          | Cemento       | Urszula Radwańska   | Marija Korytceva Dar'ja Kustova           | 6–3, 1–6, 6–1        |
| 18. | 14 ottobre 2007   | The Jersey International, Isola di Jersey                      | Cemento (i)   | Andrea Hlaváčková   | Katie O'Brien Georgie Gent                | 6–0, 6–4             |
| 19. | 10 dicembre 2007  | ITF Women's Circuit Valašské Meziříčí, Valašské Meziříčí       | Cemento (i)   | Andrea Hlaváčková   | Darija Jurak Ivana Lisjak                 | 6–2, 6–1             |
| 20. | 3 febbraio 2008   | Open GDF Suez de Belfort, Belfort                              | Cemento (i)   | Andrea Hlaváčková   | Marta Marrero María José Martínez Sánchez | 7–6(8), 6–4          |
| 21. | 10 febbraio 2008  | AEGON Pro Series Sutton, Sutton                                | Cemento (i)   | Andrea Hlaváčková   | Johanna Larsson Anna Smith                | 6–3, 6–3             |
| 22. | 19 ottobre 2008   | Open International de la Ville de Saint Raphael, Saint-Raphaël | Cemento (i)   | Eva Birnerová       | Gracia Radovanovic Renata Voráčová        | 6–4, 6–3             |
| 23. | 2 novembre 2008   | Ritro Slovak Open, Bratislava                                  | Cemento (i)   | Andrea Hlaváčková   | Akgul Amanmuradova Monica Niculescu       | 7–6(1), 6–1          |
| 24. | 1º marzo 2009     | Sheriff Jim Coats Clearwater Women's Open, Clearwater          | Cemento       | Michaela Paštiková  | Maria Elena Camerin Yanina Wickmayer      | w/o                  |
| 25. | 5 novembre 2009   | Open GDF SUEZ Nantes Atlantique, Nantes                        | Cemento (i)   | Michaela Paštiková  | Vladimíra Uhlířová Renata Voráčová        | 6–4, 6–4             |
| 26. | 8 febbraio 2010   | Dow Corning Tennis Classic, Midland                            | Cemento (i)   | Laura Granville     | Anna Tatišvili Lilia Osterloh             | 7–6(3), 3–6, [12–10] |
| 27. | 4 luglio 2010     | International Country Cuneo, Cuneo                             | Terra rossa   | Eva Birnerová       | Sorana Cîrstea Andreja Klepač             | 3–6, 6–4, [10–8]     |
| 28. | 26 settembre 2010 | Open GDF SUEZ de Bretagne, Saint-Malo                          | Terra rossa   | Petra Cetkovská     | Marija Korytceva Ioana Raluca Olaru       | 6–4, 6–2             |
| 29. | 25 ottobre 2010   | Internationaux Féminins de la Vienne, Poitiers                 | Cemento (i)   | Renata Voráčová     | Akgul Amanmuradova Kristina Barrois       | 6(5)–7, 6–2 [10–5]   |
| 30. | 12 febbraio 2012  | Dow Corning Tennis Classic, Midland                            | Cemento (i)   | Andrea Hlaváčková   | Vesna Dolonc Stéphanie Foretz             | 7–6(4), 6–2          |
| 31. | 26 ottobre 2013   | Internationaux Féminins de la Vienne, Poitiers                 | Cemento (i)   | Michaëlla Krajicek  | Christina McHale Monica Niculescu         | 7–6(5), 6–2          |
| 32. | 3 novembre 2013   | Open GDF SUEZ Nantes Atlantique, Nantes                        | Cemento (i)   | Michaëlla Krajicek  | Stéphanie Foretz Eva Hrdinová             | 6–3, 6–2             |
| 33. | 18 maggio 2014    | Sparta Prague WTA, Praga                                       | Terra rossa   | Michaëlla Krajicek  | Lucie Šafářová Andrea Hlaváčková          | 6–3, 6–2             |
| 34. | 2 novembre 2014   | Open GDF SUEZ Nantes Atlantique, Nantes                        | Cemento (i)   | Andrea Hlaváčková   | Katarzyna Piter Maryna Zanevs'ka          | 6–1, 7–5             |
| 35. | 14 dicembre 2019  | Al Habtoor Tennis Challenge, Dubai                             | Cemento       | Andreja Klepač      | Sara Sorribes Tormo Georgina García Pérez | 7-5, 3-6, [10-8]     |

#### Sconfitte (15)
| Torneo $100.000 (0) |
| Torneo $80.000 (2)  |
| Torneo $75.000 (2)  |
| Torneo $60.000 (1)  |
| Torneo $50.000 (3)  |
| Torneo $25.000 (6)  |
| Torneo $15.000 (0)  |
| Torneo $10.000 (1)  |

| N.  | Data             | Torneo                                                   | Superficie    | Compagna            | Avversarie in finale                     | Punteggio        |
| 1.  | 15 novembre 2004 | Zentiva Czech Open, Průhonice                            | Cemento (i)   | Sandra Kleinová     | Gabriela Chmelinová Michaela Paštiková   | 3–6, 3–6         |
| 2.  | 13 dicembre 2004 | ITF Women's Circuit Valašské Meziříčí, Valašské Meziříčí | Cemento (i)   | Eva Hrdinová        | Daniela Klemenschits Sandra Klemenschits | w/o              |
| 3.  | 17 gennaio 2005  | MLP TennisBase Open, Oberhaching                         | Sintetico (i) | Zuzana Zálabská     | Kristina Barrois Korina Perkovic         | 3–6, 7–5, 6(6)–7 |
| 4.  | 27 novembre 2005 | Hart Open, Opole                                         | Sintetico (i) | Gabriela Chmelinová | Timea Bacsinszky Nadežda Ostrovskaja     | 4-6, 6(5)-7      |
| 5.  | 13 dicembre 2005 | ITF Women's Circuit Valašské Meziříčí, Valašské Meziříčí | Cemento (i)   | Sandra Záhlavová    | Darija Jurak Renata Voráčová             | 3-6, 3-6         |
| 6.  | 12 giugno 2006   | Zagreb Ladies Open, Zagabria                             | Terra rossa   | Olga Vymetálková    | Michaela Paštiková Hana Šromová          | w/o              |
| 7.  | 20 agosto 2006   | Emblem Health Bronx Open, The Bronx                      | Cemento       | Michaela Paštiková  | Julie Ditty Natalie Grandin              | 1–6, 6(2)–7      |
| 8.  | 1º ottobre 2006  | Torneo Internazionale Regione Piemonte, Biella           | Terra rossa   | Michaela Paštiková  | Barbora Strýcová Renata Voráčová         | 3-6, 2-6         |
| 9.  | 28 ottobre 2006  | Slovak Open, Bratislava                                  | Cemento (i)   | Michaela Paštiková  | Alicja Rosolska Klaudia Jans             | 1–6, 3–6         |
| 10. | 11 novembre 2007 | Büschl Open, Ismaning                                    | Sintetico (i) | Andrea Hlaváčková   | Julia Görges Kristina Barrois            | 6-2, 2-6, [7-10] |
| 11. | 15 giugno 2008   | Smart Card Open Monet+, Zlín                             | Terra rossa   | Renata Voráčová     | Simona Dobrá Tereza Hladíková            | 4–6, 3–6         |
| 12. | 22 giugno 2018   | ITF Women's Open Klosters, Klosters                      | Terra rossa   | Yuki Naito          | Akgul Amanmuradova Ekaterine Gorgodze    | 2-6, 3-6         |
| 13. | 22 luglio 2018   | ITS Cup, Olomouc                                         | Terra rossa   | Michaëlla Krajicek  | Petra Krejsová Jesika Malečková          | 2-6, 1–6         |
| 14. | 28 aprile 2019   | Boyd Tinsley Women's Clay Court Classic, Charlottesville | Terra verde   | Katarzyna Kawa      | Asia Muhammad Taylor Townsend            | 6-4, 5-7, [3-10] |
| 15. | 28 luglio 2019   | Advantage Cars Praga Open, Praga                         | Terra rossa   | Johana Marková      | Nicoleta Dascălu Raluca Șerban           | 4–6, 4–6         |

## Risultati in progressione
| Sigla | Risultato               |
| ----- | ----------------------- |
| V     | Vincitore               |
| F     | Finalista               |
| SF    | Semifinalista           |
| O     | Oro olimpico            |
| A     | Argento olimpico        |
| SF    | Bronzo olimpico         |
| QF    | Quarti di Finale        |
| 4T    | Quarto turno            |
| 3T    | Terzo turno             |
| 2T    | Secondo turno           |
| 1T    | Primo turno             |
| RR    | Round Robin             |
| LQ    | Turno di qualificazione |
| A     | Assente                 |
| ND    | Non disputato           |

| Legenda superfici    |
| -------------------- |
| Cemento              |
| Terra battuta        |
| Erba                 |
| Superficie variabile |

### Singolare nei tornei del Grande Slam
| Torneo          | 2006 | 2007 | 2008 | 2009 | 2010 | 2011 | 2012 | 2013 | 2014 | 2015 | 2016 | 2017 | 2018 | 2019 | V--S |
| --------------- | ---- | ---- | ---- | ---- | ---- | ---- | ---- | ---- | ---- | ---- | ---- | ---- | ---- | ---- | ---- |
| Australian Open | A    | A    | A    | A    | 1T   | 1T   | 2T   | 2T   | 2T   | 3T   | 1T   | A    | A    | A    | 5-7  |
| Open di Francia | A    | A    | A    | 2T   | 1T   | 2T   | 1T   | 1T   | A    | 2T   | 1T   | A    | A    | A    | 3-7  |
| Wimbledon       | A    | A    | A    | 1T   | 1T   | 1T   | 1T   | 1T   | A    | 1T   | A    | A    | A    | A    | 0-6  |
| US Open         | A    | A    | A    | 1T   | 1T   | 1T   | 2T   | 1T   | A    | 1T   | A    | A    | A    | A    | 1-6  |
| Totale          | 0-0  | 0-0  | 0-0  | 1-3  | 0-4  | 1-4  | 2-4  | 1-4  | 1-1  | 3-4  | 2-2  | 0-0  | 0-0  | 0-0  | 9-26 |

### Doppio nei tornei del Grande Slam
| Torneo          | 2006 | 2007 | 2008 | 2009 | 2010 | 2011 | 2012 | 2013 | 2014 | 2015 | 2016 | 2017 | 2018 | 2019 | V--S  |
| --------------- | ---- | ---- | ---- | ---- | ---- | ---- | ---- | ---- | ---- | ---- | ---- | ---- | ---- | ---- | ----- |
| Australian Open | A    | 1T   | 1T   | 2T   | 3T   | 2T   | SF   | 2T   | 3T   | 3T   | F    | 1T   | A    | 2T   | 19-12 |
| Open di Francia | A    | 1T   | 2T   | 1T   | 3T   | V    | SF   | SF   | SF   | SF   | QF   | 3T   | A    |      | 30-11 |
| Wimbledon       | 3T   | 1T   | 1T   | 1T   | 2T   | 1T   | F    | QF   | 2T   | 2T   | 3T   | A    | A    |      | 15-11 |
| US Open         | 1T   | 1T   | 2T   | 2T   | 1T   | QF   | F    | V    | 3T   | 3T   | 3T   | 2T   | 1T   |      | 23-12 |
| Totale          | 2-2  | 0-4  | 2-4  | 2-4  | 5-4  | 10-4 | 18-4 | 14-4 | 9-4  | 9-4  | 12-4 | 3-3  | 0-1  | 1-1  | 87-46 |

### Doppio misto nei tornei del Grande Slam
| Torneo          | 2006 | 2007 | 2008 | 2009 | 2010 | 2011 | 2012 | 2013 | 2014 | 2015 | 2016 | 2017 | 2018 | 2019 |
| --------------- | ---- | ---- | ---- | ---- | ---- | ---- | ---- | ---- | ---- | ---- | ---- | ---- | ---- | ---- |
| Australian Open | A    | A    | A    | A    | 2T   | A    | 1T   | F    | 1T   | 1T   | 1T   | 1T   | A    | A    |
| Open di Francia | A    | A    | A    | A    | A    | A    | 1T   | V    | 2T   | F    | 2T   | QF   | A    |      |
| Wimbledon       | A    | A    | 1T   | 1T   | 1T   | 2T   | A    | 2T   | 1T   | A    | A    | 3T   | 1T   |      |
| US Open         | A    | A    | A    | A    | 1T   | SF   | SF   | QF   | 1T   | 1T   | 1T   | QF   | 1T   |      |

## Vittorie contro giocatrici top 10
| Stagione | 2012 | 2013 | 2014 | 2015 | Totale |
| -------- | ---- | ---- | ---- | ---- | ------ |
| Vittorie | 2    | 0    | 0    | 1    | 3      |

| #    | Giocatrice      | Ranking | Evento                     | Superficie | Turno | Punteggio      | Rank. LHR |
| ---- | --------------- | ------- | -------------------------- | ---------- | ----- | -------------- | --------- |
| 2012 |                 |         |                            |            |       |                |           |
| 1.   | Petra Kvitová   | 4       | Madrid Open, Madrid        | Terra blu  | 2T    | 6-4, 6-3       | 105       |
| 2.   | Samantha Stosur | 5       | Madrid Open, Madrid        | Terra blu  | QF    | 7-6(8), 7-6(6) | 105       |
| 2015 |                 |         |                            |            |       |                |           |
| 3.   | Ana Ivanović    | 5       | Australian Open, Melbourne | Cemento    | 1T    | 1-6, 6-3, 6-2  | 142       |